# ريلمي 7
ريلمي 7 هو هاتف ذكي ببطاقة سي أي إم من شركة ريلمي الصينية. أُطلق في 10 سبتمبر 2020. وقد أصبح ريلمي 7 الهاتف الذكي الخامس الأكثر مبيعًا على الإطلاق حتى الآن.

## المواصفات

### الشاشة
شاشة ريلمي 7 تأتي بدقة +FHD بحجم 6.5 بوصة وبمعدل تحديث الشاشة 90 هرتز وكثافة البكسل 405 لكل بوصة
وتأتي محمية بزجاج جوريلا الجيل الثالث.

### الهاردوير
معالج الهاتف هيليو جي 95 وهو نسخة قوية من المعالجات مع 6/8 جيجا رام ومساحة داخلية 128 جيجا وبطارية بسعة 5000 مللي أمبير.

### الكاميرا
قوة الكاميرات الخلفية الرباعية للهاتف (64+8+2+2) ميجا بكسل والكاميرا الأمامية (16) ميجا بكسل.